# Sciadotenia peruviana
Sciadotenia peruviana är en tvåhjärtbladig växtart som beskrevs av B.A. Krukoff och R.C. Barneby. Sciadotenia peruviana ingår i släktet Sciadotenia och familjen Menispermaceae. Inga underarter finns listade i Catalogue of Life.